# キム・ウンジョン (アイドル)
キム・ウンジョン(1986年11月28日-  )は大韓民国の歌手、俳優、作家である。2008年ジュエリー (音楽グループ)で5集アルバム『キッチアイランド』でデビューした。2022年 1月16日作曲家のイム・グァンウクと百年家薬を結んだ。

## 学歴
- 北仁川女子中学校
- 仁川外国語高校 英語と卒業
- サンミョン大学 地理学の学士

### 活動
- MBC エブリワン 《無限ガールズシーズン2》
- M.net/KM 《ゴールデンヒットソング》
- SBS E!TV 《E!NEWS KOREA》

### ドラマ
- 2012年 SBS 週刊シートコム 《ドロンニョン堂沢影操作団》 ... ジミン役（カメオ出演）
- 2012年 チャンネルAミニシリーズ《K-ポップ最強サバイバル》...オ・インヨン役
- 2014年 MBC 1日連続劇《狎鴎亭白夜》…
- 2015年 MBCドラマネット 金土ドラマ《私の残念な彼氏》...ジュリア役
- 2016年 カカオページウェブドラマ《有名山シャクナゲ》